# Kinyongia fischeri
Espèce
Synonymes
- Chamaeleon fischeri Reichenow, 1887
- Chamaeleon tornieri Werner, 1902
- Bradypodion fischeri (Reichenow, 1887)

Statut de conservation UICN

 NT  : Quasi menacé
Statut CITES
Kinyongia fischeri est une espèce de sauriens de la famille des Chamaeleonidae.

## Répartition
Cette espèce est endémique de Tanzanie. Elle se rencontre dans les monts Usambara, Uluguru et Nguru.

## Étymologie
Cette espèce est nommée en l'honneur de Johann Gustav Fischer.

## Publication originale
- Reichenow, 1887 : Neue Wirbelthiere des Zoologischen Museums in Berlin. Zoologischer Anzeiger, vol. 10, p. 369-372 (texte intégral).